# Baissea leonensis
Baissea leonensis är en oleanderväxtart som beskrevs av George Bentham. Baissea leonensis ingår i släktet Baissea och familjen oleanderväxter. Inga underarter finns listade i Catalogue of Life.